# Міжнародна комісія з розслідування Голоду в Україні
Міжнародна комісія з розслідування Голоду в Україні — комісія, утворена у зв'язку зі зверненням Світового конгресу вільних українців (СКВУ) до юристів і вчених-правознавців із проханням взяти участь у розслідуванні Голодомору 1932—1933 років в УСРР.
2—14 лютого 1988 в Торонто (Канада) була скликана Міжнародна комісія з розслідування голоду в Україні 1932—33 у складі семи осіб: професора права Лондонського університету (Велика Британія), колишнього прокурора на Нюрнберзькому процесі 1945—1946 Дж. Дрейпера; професора Макгілського університету (Канада), колишнього голови комітету захисту прав людини Секретаріату ООН Дж. Хамфрі; професора Паризького університету, колишнього члена комісії з перегляду французького карного кодексу Дж. Левассера, професора Буенос-Айреського університету, президента Верховного суду Аргентини Р. Левене; професора міжнародного права Пенсильванського університету (США), колишнього посла США в Колумбії К. Олівера; професора Стокгольмського університету (Швеція) Дж. Сандберга; професора права Католицького університету Лувена (Бельгія) Дж. Верховена. Комісія відмовилася від фінансової підтримки позивача і почала роботу після того, як необхідні кошти були зібрані серед української діаспори в різних країнах світу. Було проведено два слухання: 23—27 травня 1988 в Брюсселі (Бельгія) і 31 жовтня — 4 листопада 1988 в Нью-Йорку (США). Заключне засідання відбулося 15—18 листопада 1989 в Лондоні (Велика Британія). На засіданнях розглядалися свідчення, надані позивачем, серед них матеріали комісії Конгресу США по голоду 1932—33 в Україні й перша в УРСР наукова публікація в газеті «Вісті з України» (1988, № 3), на яку вказало посольство СРСР у Канаді. 27 червня 1988 в Робертсбріджі (Сассекс, Велика Британія) відбулося засідання з розгляду свідчень, наданих журналістом М. Маггериджем, який у березні 1933 здійснив поїздку по Північному Кавказу та Україні, після чого опублікував три статті про голод у газеті «Манчестер Гардіан».
Комісія дійшла висновку, що радянське керівництво 1930-х рр. проігнорувало у випадку з голодом основні норми моралі. Було зазначено, що голод і політика, в результаті якої він виник, не обмежувалися Україною, «навіть якщо території з українською більшістю населення мали трагічну перевагу». Комісія визнала достовірною інформацію, яка підтверджувала існування складових елементів геноциду в подіях 1932—33 років в Україні.
У підсумковому звіті 1990 року незалежна міжнародна комісія зазначила: «Українські селяни, заможні й значно більш індивідуалістичні, ніж решта населення, погано вписувалися в класичну схему пролетаризації, пов'язаної з індустріалізацією та урбанізацією, як основою, необхідною для побудови нового суспільства через диктатуру пролетаріату». Комісія констатувала, що «немає або є мало фактів про те, що території з російською більшістю потерпали від голоду. Вражає, що Білорусь, яка межує з Україною і має дуже схожі загальні умови… уникла голоду.
У нас немає пояснення, чому території з російським населенням уникли голоду»…
Міжнародна комісія проаналізувала офіційні дані переписів населення СРСР до і після Голодомору (1926 і 1939 роки) і зробила висновок: «Україна втратила понад 3 млн свого населення, і ще щонайменше 3 млн. — це втрати в національному прирості населення». Коли українців стало менше майже на 10 %, «у той самий час у тих самих умовах сусідні республіки одержали приріст населення: Росія + 28 % і Білорусь + 11,2 %». Комісія зазначила, зокрема, що радянська влада добровільно використовувала голод для успіху своєї політики денаціоналізації. Член Комісії професор Р. Левене так відповів на запитання, чи набували зазначені дії радянської влади форми геноциду: «…всі одержані й перелічені показання свідків дають підстави відповісти ствердно, оскільки вчиненого виявилося досить, щоб знищити український народ».
Кілька членів комісії виступили з окремою думкою з принципових питань. Дж. Левассер кваліфікував голод 1932—33 як злочин проти людства, а не геноцид, його загальний висновок про події був: геноцид по факту. Р. Левене підтримав Дж. Левассера і зазначив, що Конвенція про геноцид була затверджена Генеральною Асамблеєю Організації Об'єднаних Націй 9 грудня 1948, тобто її не можна застосовувати до події, що відбулася 15 роками раніше.
З окремою думкою щодо процедурного питання виступив Дж. Сандберг, який вказав, що тільки СРСР має підстави і компетенцію розглядати справу про голод 1932—33 в рамках Конвенції ООН про геноцид.